# 思金拉错
思金拉错为中国西藏自治区拉萨市墨竹工卡县日多乡东南方向的一个湖泊。该湖名藏语意为“具有威力的神湖”。该湖距318国道约6公里，距日多温泉约15 公里，海拔约4500米。